# Повніший будинок
Повніший будинок (англ. Fuller House) — американський ситком, продовження серіалу «Повний будинок», що йшов у 1987—1995 роках і розповідає історію старшої дочки Денні, роль якої в сиквелі також виконує акторка Кендіс Камерон-Буре.

## Синопсис
Ді Джей Таннер-Фуллер, мати трьох синів, нещодавно овдовіла. Поєднувати домашні клопоти з роботою у ветеринарній клініці виявилося завданням не з легких. Зрозумівши, що самій їй не впоратися, вона погоджується на допомогу своєї сестри Стефані і найкращої подруги Кіммі Гіблер, яка і сама виховує доньку-підлітку. Дівчата вирішують переїхати до Ді Джей, сподіваючись таким чином полегшити їй життя.

## У ролях
- Кендіс Камерон-Буре — Ді Джей Таннер
- Джоді Світін[en] — Стефані Таннер
- Андреа Барбер[en] — Кіммі Ґібблер

## Сезони
| Сезон | Епізоди | Епізоди | Оригінальний випуск | Оригінальний випуск |
| ----- | ------- | ------- | ------------------- | ------------------- |
| 1     | 13      | 13      | 26 лютого 2016      | 26 лютого 2016      |
| 2     | 13      | 13      | 9 грудня 2016       | 9 грудня 2016       |
| 3     | 18      | 18      | 22 вересня 2017     | 22 вересня 2017     |
| 4     | 13      | 13      | 14 грудня 2018      | 14 грудня 2018      |
| 5     | 18      | 18      | 6 грудня 2019       | 6 грудня 2019       |